# Мухаммед бін Ях'я Хамід ад-Дін
Мухаммед бін Ях'я Хамід ад-Дін (араб. محمد بن يحيى حميد الدين; 1839 — 4 червня 1904) — зейдитський імам Ємену. Нащадок імама аль-Мансура аль-Касіма.